# Perisphaeria carlgreni
Perisphaeria carlgreni är en kackerlacksart som beskrevs av Karlis Princis 1947. Perisphaeria carlgreni ingår i släktet Perisphaeria och familjen jättekackerlackor. Inga underarter finns listade i Catalogue of Life.